# 黄世得
黄 世得（こう せいとく、ファン・セドゥク、朝鮮語: 황세득、1537年 - 1598年）は、李氏朝鮮の武将、朝鮮氏族の星州黄氏の始祖である。字は士求。稷山（現・忠清南道天安市）出身。
中国後漢の重臣だった黄洛は、光武帝代の28年に使臣としてベトナムに赴く途中に海上で遭難し新羅に漂着・帰化した。黄洛の子孫で高麗代に上柱国の官職を務めた黄石柱の17代子孫が黄世得である。黄世得は、李氏朝鮮宣祖代に武科に及第、長興府使を務め、壬辰倭乱の際には、李舜臣の傘下として戦闘に参加、武功を挙げた。
妻の方氏は李舜臣夫人方氏のいとこである。